# Case Keenum
(en) Statistiques sur pro-football-reference
Casey Austin Keenum, dit Case Keenum (né le 17 février 1988 à Brownwood dans l'État du Texas) est un joueur américain de football américain évoluant au poste de quarterback.
Il a étudié à l'Université de Houston et a joué alors pour les Cougars de Houston. Il évolue actuellement avec les Texans de Houston en NFL.

## Biographie

### Carrière universitaire  (2007-2011)
Case Keenum fait une carrière universitaire remarquable avec les Cougars de Houston, il détient plusieurs records NCAA pour un quarterback. Il n'est cependant pas considéré comme un joueur au profil NFL et n'est pas drafté.[réf. nécessaire]
Les joueurs en NCAA, n'ont droit qu'à 4 saisons universitaires. Mais lors la saison 2010, il se blesse gravement (ligaments) au bout de 3 matchs. Il demande alors une dérogation, pour jouer une saison supplémentaire, demande à laquelle la NCAA accède.

#### Records en NCAA
- Plus grand nombre de yards gagnés à la passe par un quarterback en carrière (19 217)
- Plus grand nombre de passes TD en carrière (155)
- Plus grand nombre de passe complétée en carrière (1546)
- Plus grand nombre de matchs à plus de 300 yards à la passe (39).

### Carrière professionnelle

#### Texans de Houston
Malgré ses succès au niveau universitaire avec les Cougars, Keenum n'est pas drafté par une équipe de la NFL. Il signe avec les Texans de Houston en avril 2012.
Après avoir passé la saison 2012 dans le practice squad des Texans, il figure dans l'effectif principal à partir de la saison 2013, en étant le troisième quarterback derrière Matt Schaub et T. J. Yate. Après une blessure de Schaub, l'entraîneur principal Gary Kubiak préfère Keenum à Yate afin d'être le quarterback titulaire le 20 octobre contre les Chiefs de Kansas City. Malgré la défaite 17-16 des Texans, Keenum complète 15 passes sur 25 tentatives pour 271 yards et réalise une passe de touchdown de 29 yards à DeAndre Hopkins, qui donnent une évaluation de 110,6. En 8 matchs cette saison, tous comme titulaire, il ne parvient pas à mener les Texans à la victoire, en perdant tous ses matchs, et l'équipe termine la saison avec 2 victoires et 14 défaites, soit la pire fiche dans la NFL cette saison.
Le 31 août 2014, il est libéré par les Texans afin de faire de la place à Ryan Mallett, quarterback nouvellement acquis. Le lendemain, il est réclamé  par les Rams de Saint-Louis. Le 28 octobre, les Rams le libèrent pour laisser la place à Mark Barron. Le 30 octobre, il retourne avec les Rams, mais au sein de leur practice squad.
Le 15 décembre, il retourne avec les Texans en signant un contrat après une blessure de Ryan Fitzpatrick durant la veille. Il joue les deux derniers matchs de l'équipe comme titulaire, qui sont tous des victoires.

#### Rams de Saint-Louis/Los Angeles
Le 11 mars 2015, les Texans l'échangent aux Rams contre un choix de septième tour pour 2016. Il entame la saison comme quarterback réserviste à Nick Foles. Après de mauvaises performances de Foles, Keenum devient titulaire à partir de la semaine 11, lors du dixième match de la saison contre les Ravens de Baltimore, mais il subit une commotion cérébrale qui lui fait manquer deux parties. À son retour au jeu, il fait gagner trois matchs consécutifs aux Rams. Il réalise un match avec une évaluation presque parfaite à 158, le 17 décembre contre les Buccaneers de Tampa Bay, en réussissant 14 de ses 17 passes pour 234 yards et deux passes de touchdowns.
À partir de la saison 2016, les Rams déménagent à Los Angeles. Keenum commence la saison comme titulaire avec les Rams, mais il ne fournit toutefois pas les prestations attendues de lui, en lançant plus d'interceptions (11) que de touchdowns (9). Après neuf parties, Jared Goff, premier choix de la draft 2016, devient le quarterback titulaire pour le restant de la saison au détriment de Keenum.

#### Vikings du Minnesota
Le 31 mars 2017, il signe un contrat d'un an avec les Vikings du Minnesota. Après une blessure du titulaire Sam Bradford, il débute lors du deuxième match de la saison. Il se comporte très bien avec les Vikings durant la saison, en réussissant 67,6 % de ses passes pour 3 547 yards, 22 passes de touchdowns pour 7 interceptions, ainsi qu'une évaluation de 98,3, le tout en 15 parties (14 comme titulaire). Il aide les Vikings à terminer premiers de la division NFC North avec une fiche de 13-3, accédant ainsi aux séries éliminatoires.
Lors du match de série de division contre les Saints de la Nouvelle-Orléans, les Vikings sont menés 24-23 avec 10 secondes restantes au match et Keenum lance une passe de touchdown de 61 yards à Stefon Diggs pour permettre une victoire dramatique de 29-24. Les Vikings perdent toutefois le match 38-7 au tour suivant face aux Eagles de Philadelphie.

#### Broncos de Denver
Le 14 mars 2018, il signe pour deux saisons et un total de 36 millions de dollars avec les Broncos de Denver.

## Statistiques en NFL

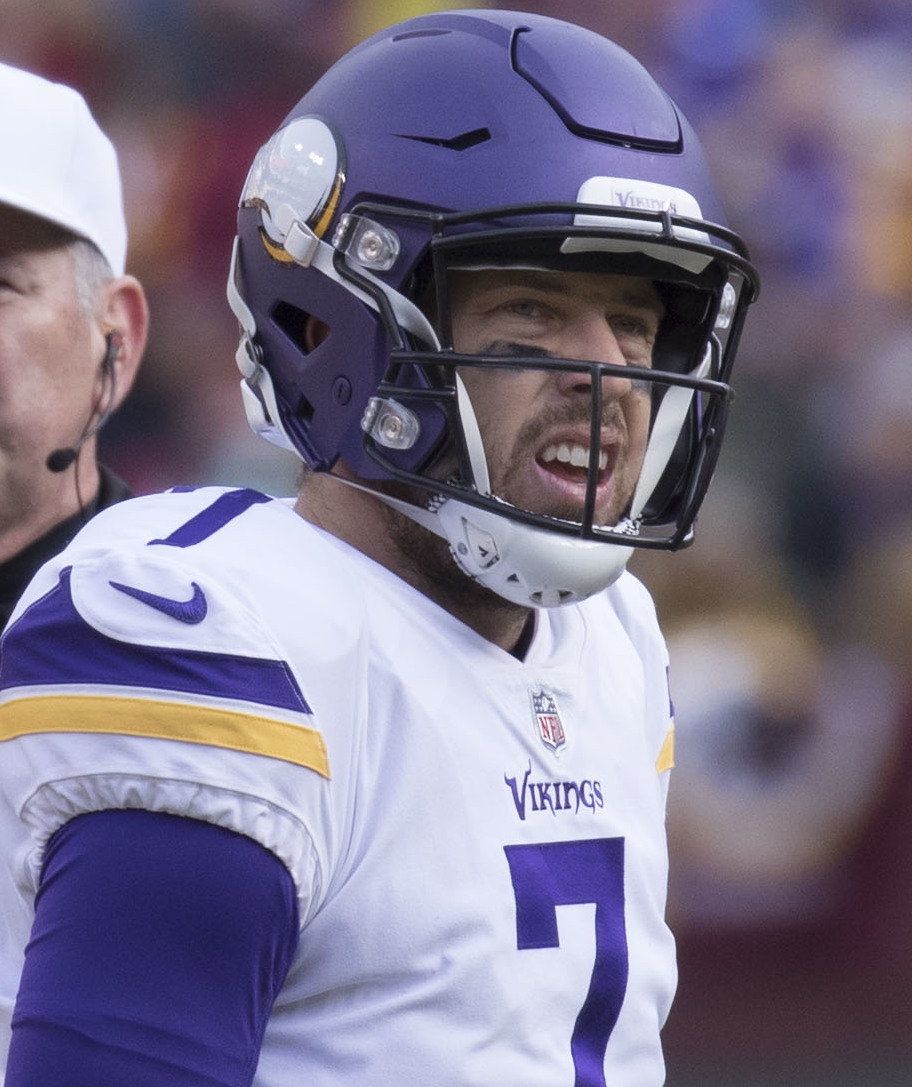
Le quart-arrière des Vikings du Minnesota, Case Keenum, jouant contre les Redskins de Washington le 12 novembre 2017.

| Année  | Équipe                 | MJ     |         | Passes   | Passes | Passes | Passes | Passes | Passes | Passes  |       | Courses | Courses | Courses | Courses |
| Année  | Équipe                 | MJ     | Tentées | Réussies | Pct.   | Yards  | TD     | Int.   | Éval.  | Tentées | Yards | Moy.    | TD      |         |         |
| 2013   | Texans de Houston      | 8      | 253     | 137      | 54,2   | 1 760  | 9      | 6      | 78,2   | 14      | 72    | 5,1     | 1       |         |         |
| 2014   | Texans de Houston      | 2      | 77      | 45       | 58,4   | 435    | 2      | 2      | 72,2   | 10      | 35    | 3,5     | 0       |         |         |
| 2015   | Rams de Saint-Louis    | 6      | 125     | 76       | 60,8   | 828    | 4      | 1      | 87,7   | 12      | 5     | 0,4     | 0       |         |         |
| 2016   | Rams de Los Angeles    | 10     | 322     | 196      | 60,9   | 2 201  | 9      | 11     | 76,4   | 20      | 51    | 2,6     | 1       |         |         |
| 2017   | Vikings du Minnesota   | 15     | 481     | 325      | 67,6   | 3 547  | 22     | 7      | 98,3   | 40      | 160   | 4,0     | 1       |         |         |
| 2018   | Broncos de Denver      | 16     | 586     | 365      | 62,3   | 3 890  | 18     | 15     | 81,2   | 26      | 93    | 3,6     | 2       |         |         |
| 2019   | Redskins de Washington | 10     | 247     | 160      | 64,8   | 1 707  | 11     | 5      | 91,3   | 9       | 12    | 1,3     | 1       |         |         |
| Totaux | Totaux                 | Totaux | 2 091   | 1 304    | 62,4   | 14 368 | 75     | 47     | 85,3   | 131     | 428   | 3,3     | 6       |         |         |